# Vincenzo Lunardi

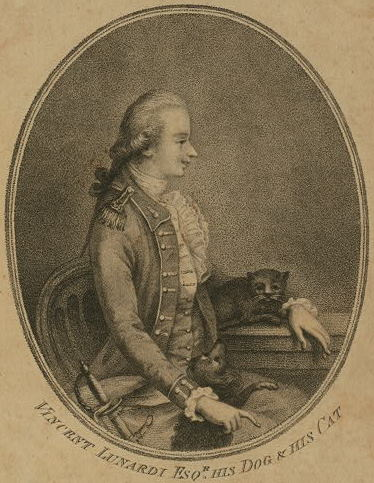
Vincenzo Lunardi

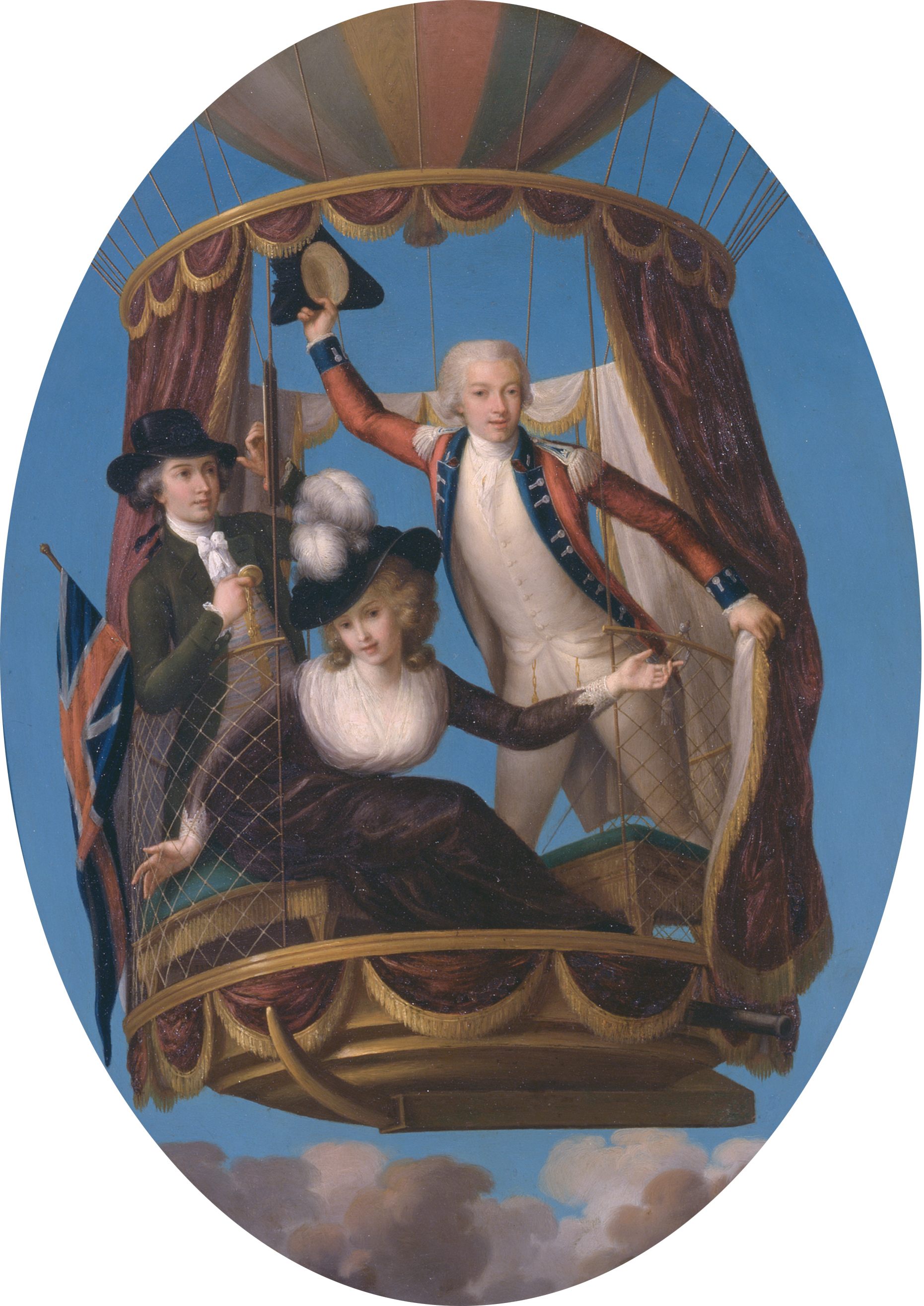
Vincenzo Lunardi mit seinem Assistenten George Biggin und Letitia Anne Sage, in einem Ballon (Gemälde von John Francis Rigaud, 1785)

Vincenzo Lunardi (* 11. Januar 1759 in Lucca; † 1. August 1806 in Lissabon, Portugal) war ein italienischer Pionier der Luftfahrt und Diplomat.

## Leben
Lunardi war Offizier bei den neapolitanischen Pioniertruppen. Als Sekretär des Botschafters des Königreichs Neapel, Fürst Caramanico, kam Lunardi 1784 nach England. Lunardi unternahm nach der Erfindung des Ballons in Frankreich durch Joseph Michel Montgolfier und seinem Bruder Jacques Étienne Montgolfier die ersten Ballonfahrten im Vereinigten Königreich. Lunardi blieb unverheiratet und kinderlos.